# Grylloblatta bifratrilecta
Grylloblatta bifratrilecta är en insektsart som beskrevs av Gurney 1953. Grylloblatta bifratrilecta ingår i släktet Grylloblatta och familjen Grylloblattidae. Inga underarter finns listade i Catalogue of Life.